# استان آنتونیو ریموندی
استان آنتونیو ریموندی (به اسپانیایی: Provincia de Antonio Raimondi) یک استان در پرو است که در منطقه انکاش واقع شده‌است. استان آنتونیو ریموندی ۵۶۲ کیلومتر مربع مساحت و ۱۳٬۶۵۰ نفر جمعیت دارد.